# ناصر نصرتی
مهندس ناصر نصیری (زاده ۱۳۴۷ مغان) نماینده گرمی و دشت مغان درمجلس هفتم و عضو کمیسیون اجتماعی و فراکسیون اقلیت مجلس هفتم بود.
نطق پیش از دستور وی در جریان انتخابات ریاست جمهوری نهم به نفع هاشمی رفسنجانی منجر به جنجال در مجلس شد.
او که پیش از نمایندگی مدیر مخابرات شهرستان مغان بوده‌است از حامیان ارائه لایحه‌ای برای بستن سایت اورکات و یاهو مسنجرها در ایران بود. و از اقدام دادستان تهران در صدور دستور فیلترینگ این سایت‌ها حمایت کرد.